# Arctopsyche palpata
Arctopsyche palpata är en nattsländeart som beskrevs av Martynov 1934. Arctopsyche palpata ingår i släktet Arctopsyche och familjen ryssjenattsländor. Inga underarter finns listade i Catalogue of Life.